# Йокюльсарлон
Йокюльсарлон (ісл. Jökulsárlón) — льодовикова лагуна на півдні Ісландії, між національним парком Ватнайокутль і містом Гебн. Завдяки таненню льодовиків, озеро зросло з 7,9 км² (1975) до нинішніх 18 км². Глибина озера досягає 200 метрів. Розмір озера збільшився в чотири рази з 1970 року.
Йокюльсарлон розташований недалеко від кільцевої автодороги, тому туристи, які подорожують із Рейк'явіка в Гебн (і назад) часто зупиняються в цьому місці.
На озері знімали деякі сцени фільмів «Вид на вбивство» (1985), «Помри, але не зараз» (2002) і «Бетмен: Початок» (2005), а також кілька рекламних роликів.